# 이세기역
이세기역(일본어: 井関駅)은 일본 미에현 쓰시에 위치한 도카이 여객철도 메이쇼선의 철도역이다. 단선 승강장 1면 1선의 구조를 갖춘 지상역이다.

## 이용 현황
| 승차 인원 추이 | 승차 인원 추이 |
| 연도           | 1일 평균       |
| -------------- | -------------- |
| 1998           | 8              |
| 1999           | 8              |
| 2000           | 7              |
| 2001           | 6              |
| 2002           | 6              |
| 2003           | 6              |
| 2004           | 3              |
| 2005           | 3              |
| 2006           | 4              |
| 2007           | 4              |
| 2008           | 3              |
| 2009           | 2              |
| 2010           | 2              |
| 2011           | 1              |
| 2012           | 4              |
| 2013           | 2              |
| 2014           | 3              |

## 역 주변
- 긴테쓰 오사카 선 이세이시바시 역

## 역사
- 1930년 3월 30일 : 국철 메이쇼선의 역으로서, 곤겐마에 - 당 역간의 개통 때 개업. 일반역.
- 1931년 9월 11일 : 메이쇼선이 이에키역까지 연장되어, 도중역으로 전환.
- 1965년 10월 1일 : 화물 · 하물 취급 폐지.
- 1987년 4월 1일 : 일본국유철도 분할 민영화에 의해, 도카이 여객철도가 승계.

## 인접 역
| 도카이 여객철도 메이쇼선 | 도카이 여객철도 메이쇼선 | 도카이 여객철도 메이쇼선 |
| ------------------------ | ------------------------ | ------------------------ |
| 이치시 마쓰사카 방면     | ■ 메이쇼선               | 이세오이 이세오키쓰 방면 |